# Woustviller
Woustviller (deutsch Wustweiler) ist eine französische Gemeinde mit 2822 Einwohnern (Stand 1. Januar 2022) im Département Moselle in der Region Grand Est (bis 2015 Lothringen). Sie gehört zum Arrondissement Sarreguemines und zum Gemeindeverband Sarreguemines Confluences.

## Geografie
Die Gemeinde Woustviller liegt unmittelbar südwestlich der Stadt Sarreguemines und somit unweit der Grenze zum Saarland. Das fast 11 km² große Gemeindegebiet wird vom Dorfbach durchzogen, der im Gemeindebereich zu mehreren Fischteichen aufgestaut wurde und über den Altwiesenbach zur Saar entwässert. Woustviller ist von drei größeren Waldgebieten umgeben, zu denen Teile des Forêt de Hambach und des Forêt de Sarreguemines gehören. Nachbargemeinden von Woustviller sind Ippling im Norden, Sarreguemines im Nordosten, Neufgrange im Osten, Hambach im Südosten, Grundviller im Süden, Ernestviller im Westen sowie Hundling im Nordwesten.

## Geschichte
1801 lautete der französische Name des Dorfes noch Woustveiller.
Im Bereich der heutigen Gemeinde Woustviller befanden sich ursprünglich drei Weiler: Hildemannsweiler oder Wilre oder Hangweiler, Berg oder Bergweiler und Brühl. Hildemannsweiler wurde am 11. April 1179 in einer Urkunde der Prämonstratenserabtei in Wadgassen erstmals erwähnt. Während des Dreißigjährigen Krieges wurden die Weiler, in denen zusammen etwa 150 Einwohner lebten, zerstört. Nur die Kirche und das Pfarrhaus blieben erhalten und dienten als Kern des neuen Dorfes Wustweiler, das allmählich neu besiedelt wurde. An die Existenz der früheren Siedlungen erinnern heute noch Flurnamen wie Hanweiler Ackerfeld, Hanweiler Garten, Wies Hanweiler, Kapellenbruhl, Wasbruhlberg, Wasbruhlwies oder Wasbruhlwald. 1685 lebten wieder 60 Bewohner im Dorf, 1698 waren es 150 Einwohner und zu Beginn der Französischen Revolution wurden bereits 365 Einwohner gezählt.
Im nahen Saargemünd entstand 1790 eine Fayencen-Manufaktur, 1860 eine Fabrik für Keramikfliesen. In diesen arbeiteten auch viele Beschäftigte aus Woustviller, die die örtliche Landwirtschaft nicht mehr ernähren konnte. 1861 zählte Woustviller 618 Einwohner. 1866 wurde im Ort eine neue Schule errichtet. Nach dem Deutsch-Französischen Krieg und der daraus resultierenden Zugehörigkeit Lothringens zu Deutschland nahm die Einwohnerzahl stetig ab, weil viele Familien nach Frankreich oder Amerika auswanderten (1916 noch 459 Einwohner). 1885 entstand in Wustweiler eine Brennerei, die Branntwein aus Kartoffeln herstellte. Bis weit in die Mitte des 20. Jahrhunderts prägte die Landwirtschaft das Dorf. Daneben gab es Schmiede, Müller, Maurer, Tischler, Holzfäller, Weber, Korbflechter  und Töpfer. Viele Frauen fertigten in Heimarbeit Konfektionsartikel, unter anderem Hüte für eine Firma in Saarunion.
Der Bau der Kirche Woustvillers begann 1807. Ein Jahr später wurde sie Johannes dem Täufer (Jean le Baptiste), dem Schutzpatron der Gemeinde, geweiht. Im Ersten Weltkrieg wurden die Glocken der Kirche für die Munitionsproduktion eingeschmolzen. Im September 1939 wurde die Bevölkerung nach Abzac im Département Charente evakuiert, ein Jahr später von den deutschen Behörden wieder zurückgebracht. Im November 1944 wurde der Turm der Kirche durch die vorrückenden Amerikaner zerstört. Das nach Ende des Zweiten Weltkrieges zu 70 % in Trümmern liegende Woustviller wurde bis 1959 wieder aufgebaut, die Kirche wurde bis 1965 wiederhergestellt.
Ab den 1970er Jahren entstanden nördlich und südwestlich (Chambourg) des alten Dorfkerns zwei ausgedehnte Wohngebiete, die vorwiegend aus Eigenheimen bestehen und die nach Fläche und Einwohnern das alte Dorf um das Fünffache übertreffen.

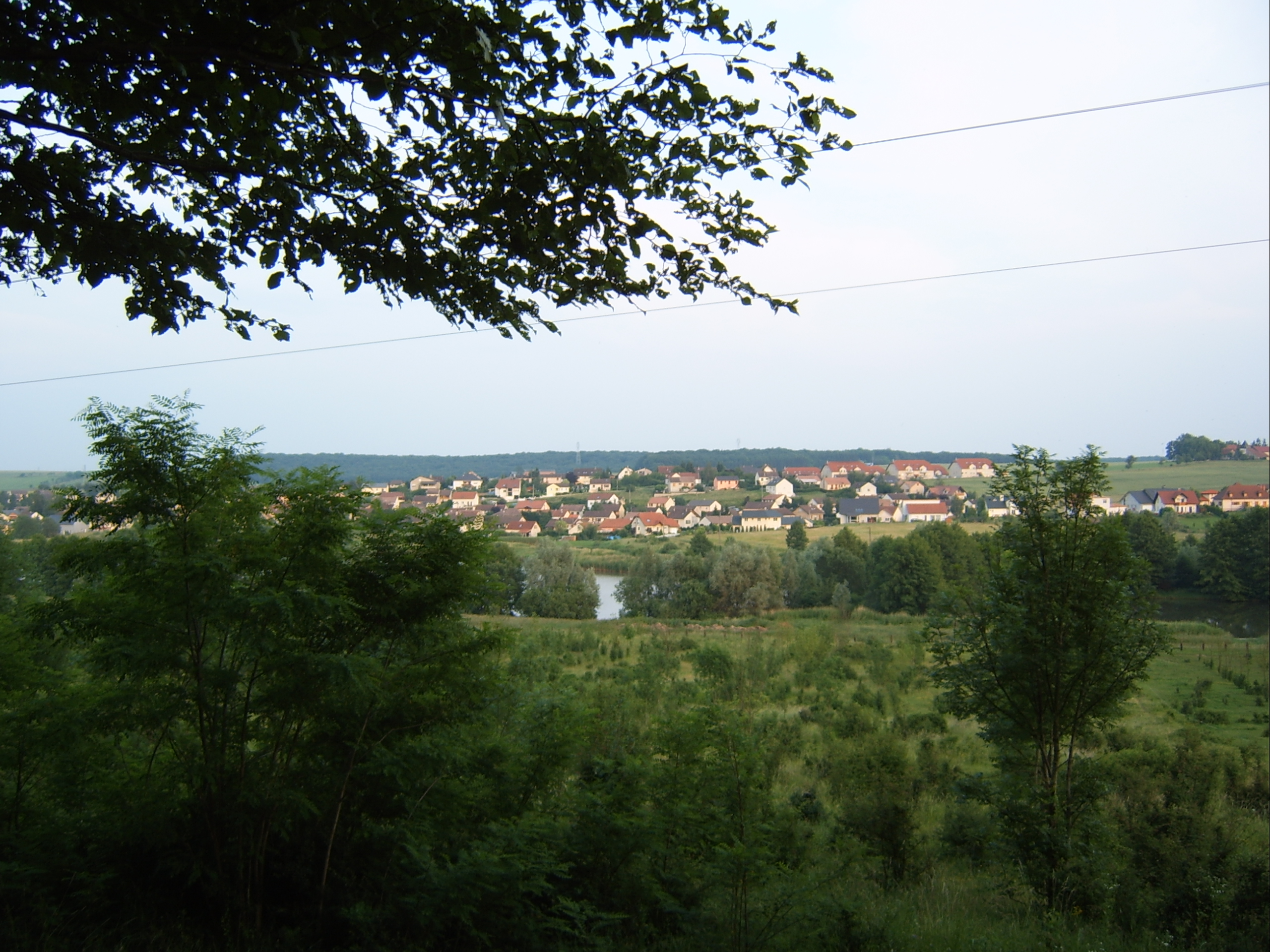
Blick auf Woustviller

Die Rosen im Gemeindewappen erinnern an die Grafen von Bliescastel. Der silberne Pfahl auf blauem Grund steht für die Herren von der Leyen, die hier begütert waren. Die drei Spindeln symbolisieren die drei zerstörten Dörfer, deren Gebiete Woustviller umfasst.

### Bevölkerungsentwicklung
| Jahr      | 1962 | 1968 | 1975 | 1982 | 1990 | 1999 | 2006 | 2015 | 2022 |
| Einwohner | 574  | 736  | 1107 | 1970 | 2875 | 3311 | 3093 | 3214 | 2822 |

Woustviller konnte seit den 1960er Jahren durch die Nähe zu neuen, großen Industrieparks, die an den überregionalen Straßenverbindungen entstanden, und die Bereitstellung von günstigem Bauland ein starkes Bevölkerungswachstum verzeichnen. Im Jahr 1999 wurde mit 3311 Bewohnern die bisher höchste Einwohnerzahl ermittelt. Die Zahlen basieren auf den Daten von cassini.ehess und INSEE.

## Sehenswürdigkeiten

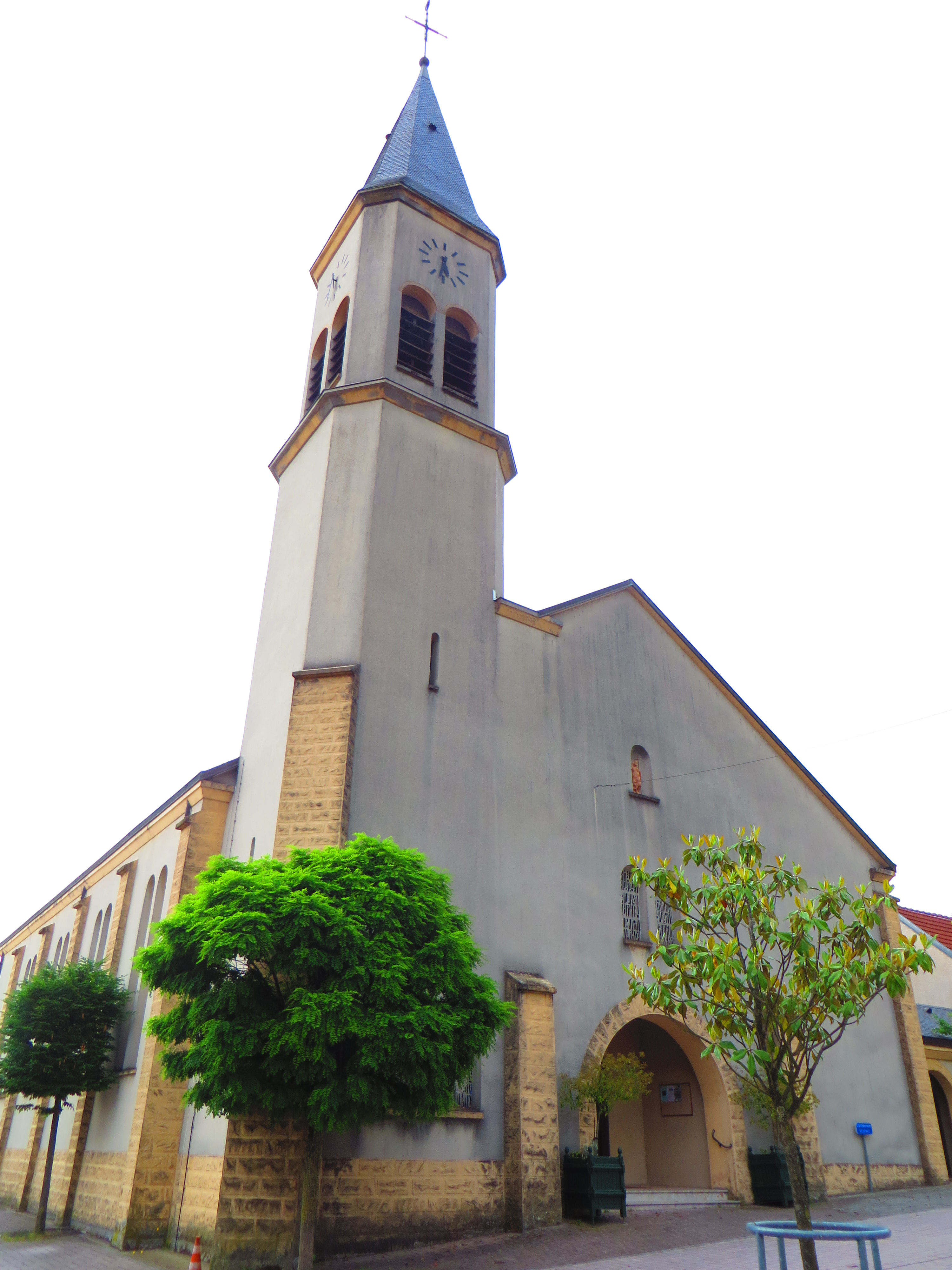
Kirche Saint-Jean-Baptiste

- Kirche Saint-Jean-Baptiste, ursprünglich aus dem Jahr 1805, nach der Zerstörung 1944 Wiederaufbau der Kirche im Jahr 1965
- Kalvarienberg aus dem Jahr 1762

## Wirtschaft und Infrastruktur
Die Landwirtschaft spielt in Woustviller heute nur noch eine untergeordnete Rolle. In der Gemeinde sind 13 Landwirtschaftsbetriebe ansässig (Pferde- und Rinderzucht). Die Gemeinde selbst ist hauptsächlich Wohnort für viele Beschäftigte aus den nahegelegenen Betrieben, zu denen Smartville und der petrochemische Betrieb der Ineos-Gruppe gehören, aber auch Unternehmen im Gewerbegebiet Z.A. de Bantzenheim auf dem Gebiet der Gemeinde Woustviller. Zu diesen Betrieben gehören unter anderem das große Logistikunternehmen Altrans sowie die Firma Hummer Plastiques, die Rohre und Schläuche aus Gummi und Kunststoff produziert.
Durch das Gemeindegebiet von Woustviller führt die Route nationale 74 (Saargemünd–Nancy–Toul–Dijon), die nordöstlich der Gemeinde die stark frequentierte Nationalstraße 61 (Straßburg-Phalsbourg–Sarre-Union–Saarbrücken) kreuzt. Vier Kilometer südlich der Gemeinde besteht ein Anschluss an die Autobahn Paris-Straßburg (Anschluss Sarreguemines). Der nächste größere Bahnhof befindet sich im benachbarten Saargemünd.

## Gemeindepartnerschaft
Woustviller unterhält seit 1996 partnerschaftliche Beziehungen zu Wustweiler, einem Teilort der saarländischen Gemeinde Illingen.

## Belege
1. ↑  Ortsname auf cassini.ehess.fr
2. ↑  Wappenbeschreibung auf genealogie-lorraine.fr (französisch)
3. ↑  Woustviller auf annuaire-mairie
4. ↑  Woustviller auf INSEE
5. ↑  Landwirtschaftsbetriebe auf annuaire-mairie.fr (französisch)